# (2365) Interkosmos
(2365) Interkosmos es un asteroide perteneciente al cinturón de asteroides, descubierto el 30 de diciembre de 1980 por Zdeňka Vávrová desde el Observatorio Kleť, České Budějovice, República Checa.

## Designación y nombre
Designado provisionalmente como 1980 YQ. Fue nombrado Interkosmos en honor al programa científico espacial soviético Intercosmos.